# Jens Debusschere
Jens Debusschere (Roeselare, 29 de agosto de 1989) es un ciclista belga. Debutó como profesional con el equipo Omega Pharma-Lotto en 2011 y se retiró en junio de 2023 tras los campeonatos nacionales.
Es el hermano pequeño de Maxim Debusschere, quien también fuera ciclista profesional.

## Palmarés
2013
- Campeonato de Flandes
- Tour de Eurométropole, más 1 etapa
- Premio Nacional de Clausura

2014
- Campeonato de Bélgica en Ruta
- 1 etapa del Tour de Valonia
- Premio Nacional de Clausura

2015
- 1 etapa de la  Tirreno-Adriático
- Gran Premio de Valonia
- Circuito de Houtland
- 1 etapa del Tour de Eurométropole

2016
- A través de Flandes

2017
- 1 etapa de los Cuatro Días de Dunkerque
- 1 etapa de la Vuelta a Bélgica

2018
- 1 etapa del Tour de Valonia

## Resultados en Grandes Vueltas y Campeonatos del Mundo
| Carrera         | Carrera         | 2011 | 2012 | 2013 | 2014  | 2015  | 2016 | 2017 | 2018  | 2019  | 2020  | 2021 | 2022 |
| --------------- | --------------- | ---- | ---- | ---- | ----- | ----- | ---- | ---- | ----- | ----- | ----- | ---- | ---- |
|                 | Giro de Italia  | —    | —    | —    | —     | —     | —    | —    | 136.º | —     | —     | —    | —    |
|                 | Tour de Francia | —    | —    | —    | —     | 155.º | Ab.  | —    | —     | 153.º | F. c. | —    | —    |
|                 | Vuelta a España | —    | Ab.  | —    | 137.º | —     | —    | Ab.  | —     | —     | —     | —    | —    |
| Mundial en Ruta | Mundial en Ruta | —    | —    | —    | —     | —     | 47.º | —    | —     | —     | —     | —    | —    |

—: no participa

Ab.: abandono

F. c.: fuera de control

## Equipos
- Topsport Vlaanderen-Mercator (2009)[2]
- Omega Pharma/Lotto (2010[3] -2018)
  - Omega Pharma-Lotto (2010-2011)
  - Lotto Belisol Team (2012)
  - Lotto Belisol (2013-2014)
  - Lotto Soudal (2015-2018)
- Team Katusha-Alpecin[4] (2019)
- B&B Hotels[5] (2020-2022)
  - B&B Hotels-Vital Concept p/b KTM (2020)
  - B&B Hotels p/b KTM (2021)
  - B&B Hotels-KTM (2022)